# Тасо (Фриули)
Вижте пояснителната страница за други личности с името Тасо.
Тасо (Tasso, Taso, † 617 г.) е лангобардски принц и дук от Фриулско херцогство през 610 – 617 г. заедно с по-малкия му брат Како.

## Биография
Той е най-големият син на Гизулф II, херцог на Фриули, и Ромилда (Рамхилда), вероятно дъщеря на херцог Гарибалд I на Бавария.
Баща му, Гизулф II, пада убит през 610 г. в боевете против аварите, които нахлуват във Фриули. Неговата майка Ромилда се спасява със синовете си във Форум Юлии. Градът е превзет през 610 г. от аварите. Според Павел Дякон градът е превзет от аварите, понеже Ромилда, заслепена от красотата на младия аварски владетел, отворила вратите. Мъжете на града са убити, жените и децата отвлечени. Тасо, майка му, братята му Како, Радуалд и Гримоалд, и четирите му сестри са пленени и отвлечени. Братята му Радуалд и Гримоалд успяват по пътя за Панония да избягат обратно във Фриули.
През 614 г. Тасо и брат му Како са подмамени от екзарха на Равена и убити през 617 г. в Опитергиум (Одерцо) от patricius Григорий. Неговият чичо Гразулф II поема херцогството Фриули. Братята му Радуалд и Гримоалд отиват след това при техния роднина Аричис I, херцог на Херцогство Беневенто, техният предишен учител, който ги осиновява.